# Islampur (Bangladesh)
Islampur è un sottodistretto (upazila) del Bangladesh situato nel distretto di Jamalpur, divisione di Mymensingh. Si estende su una superficie di 343,02 km² e conta una popolazione di 615.072  abitanti (censimento 2011).